# Fabernovel
Fabernovel est une entreprise de création de produits et de services numériques[pas clair]. Elle est fondée en 2003 à Paris par Stéphane Distinguin. Elle a, en 2015, des bureaux à Lisbonne, San Francisco, New York, Shanghai et Singapour. En 2018, elle emploie 350 personnes, et a un chiffre d'affaires de 40 m€. En juillet 2022, elle est rachetée par EY, et devient EY Fabernovel.

## Historique
Créée en 2003 à Paris par Stéphane Distinguin, Fabernovel est une entreprise de conseil et de développement numérique. Elle a réalisé entre autres, des missions et des applications pour la RATP et l’Association pour les Personnes Aveugles ou Malvoyantes, Shiseido...

### Investissements
En 2006, la société investit dans deux start-ups : Chugulu et af83[source insuffisante]. En 2009, Fabernovel investit dans la revue Usbek & Rica.
En 2011, l’entreprise réalise sa première acquisition, le studio mobile Applidium.
En 2014, Fabernovel soutient SmartAngels, plateforme de financement des entreprises.
En 2013, Fabernovel acquiert Fabernovel Code (ex-Buzzaka), puis en 2015, Fabernovel Data & Media (ex-lagencemedia), agence de performance marketing, et Rebellion Lab, basée à San Francisco.
En 2017 : acquisition de Velvet Group, installé à Shanghai et acquisition de Zengularity, un créateur français de plateformes et d’applications.

### Créations d'entreprises
En 2004, Fabernovel accompagne Mobivillage dans la création de Digitick, un site de billetterie en ligne. Digitick est vendu à Vivendi en 2011.
En 2008, Fabernovel ouvre Parisoma, un espace de cotravail à San Francisco. En 2016, l'entreprise crée Urban Campus (ex One Third), qui propose des collocations en Europe. Début 2018, la filiale Fabernovel Alpha est créée[pourquoi ?].

### Rachat
En juillet 2022, EY Consulting (Ernst&Young), rachète Fabernovel,.